# Mr. Arkadin
Mr. Arkadin is een Frans-Spaans-Zwitserse thriller uit 1955, geschreven en geregisseerd door Orson Welles. De film werd in Nederland uitgebracht onder de titel Misdadig Verleden en is ook bekend als Confidential Report.

## Verhaal
Een rijke bankier kan zich niets meer herinneren van zijn verleden. Hij geeft een Amerikaanse verslaggever de opdracht om een geheim dossier samen te stellen om zijn leven te reconstrueren. Hij komt er al spoedig achter dat die klus gevaarlijker is dan hij had gedacht.

## Rolverdeling

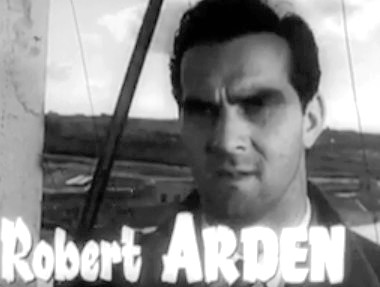
Rovert Arden in Mr. Arkadin

| Acteur           | Personage                    |
| ---------------- | ---------------------------- |
| Orson Welles     | Gregory Arkadin              |
| Michael Redgrave | Burgomil Trebitsch           |
| Patricia Medina  | Mily                         |
| Akim Tamiroff    | Jakob Zouk                   |
| Mischa Auer      | Professor                    |
| Paola Mori       | Raina Arkadin                |
| Katina Paxinou   | Sophie                       |
| Grégoire Aslan   | Bracco                       |
| Peter van Eyck   | Thaddeus                     |
| Suzanne Flon     | Barones Nagel                |
| Robert Arden     | Guy van Stratten             |
| Jack Watling     | Markies van Rutleigh         |
| Frédéric O'Brady | Oscar                        |
| Tamara Shayne    | Vrouw in het appartement     |
| Terence Longdon  | Secretaris                   |
| Gert Fröbe       | Eerste politieman in München |